# Nikolai Kurtev
Nikolai Goshev Kurtev –en búlgaro, Николай Гошев Куртев– (22 de agosto de 1985) es un deportista búlgaro que compite en lucha libre. Ganó una medalla de bronce en el Campeonato Europeo de Lucha de 2016, en la categoría de 70 kg.

## Palmarés internacional
| Campeonato Europeo | Campeonato Europeo | Campeonato Europeo | Campeonato Europeo |
| Año                | Lugar              | Medalla            | Categoría          |
| ------------------ | ------------------ | ------------------ | ------------------ |
| 2016               | Riga (Letonia)     | Medalla de bronce  | 70 kg              |